# Hiv

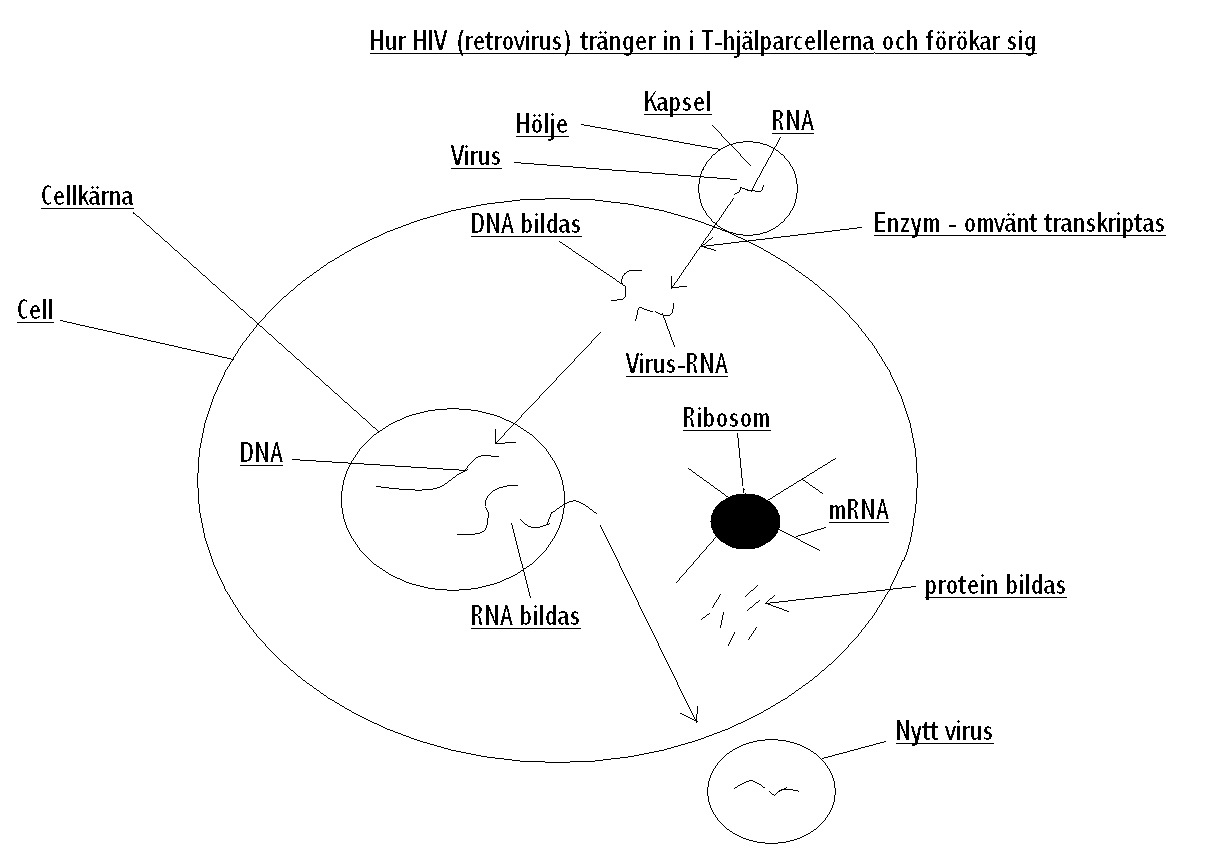
Hur HIV tränger in i T-hjälparcellerna och förökar sig.

Hiv, en förkortning av humant immunbristvirus (av engelskans human immunodeficiency virus, förkortas på engelska HIV), är ett retrovirus av underfamiljen lentivirus som angriper det mänskliga immunsystemet och slutligen, om obehandlad, leder till aids (svenska: förvärvat immunbristsyndrom). Ungefär 37 miljoner människor världen över beräknas vara smittade, och viruset har alltsedan sitt utbrott skördat runt 35 miljoner människoliv. Omkring 7 000 beräknas smittas varje dag och mer än 5 700 dör varje dag i hiv-relaterade sjukdomar. Tidigare kallades hiv för HTLV-III (human T-lymphotropic virus type III) eller LAV (lymphadenopathy-associated virus).

## Klassificering
Det finns två kända hiv-stammar, hiv-1 och hiv -2. Hiv-1 var den första som upptäcktes och kallades för hiv. Hiv-1 är mer virulent, överförs lättare och är orsaken till de flesta infektionerna i världen. Hiv-2 är mindre smittsamt och begränsat till Västafrika.
| Stam  | Virulens | Överförbarhet | Förekomst  | Troligt ursprung |
| ----- | -------- | ------------- | ---------- | ---------------- |
| Hiv-1 | Hög      | Hög           | Globalt    | Schimpans        |
| Hiv-2 | Låg      | Låg           | Västafrika | Mangaber         |

## Struktur
Den här artikeln är helt eller delvis baserad på material från engelskspråkiga Wikipedia.
Det humana immunbristvirusets struktur skiljer sig från strukturerna för andra retrovirus. Viruset är nästan sfäriskt med en diameter på cirka 120 nanometer, 60 gånger mindre än en röd blodkropp, vilket ändå är stort för att vara ett virus. Det består av två kopior, +ssRNA, som kodar för virusets nio gener. Genomet skyddas av en konisk kapsel som består av ungefär tvåtusen kopior av virusproteinet p24. Ribonukleinsyran ligger starkt bundet till proteiner som är nödvändiga för virusets utveckling som omvänt transkriptas, proteaser, ribonukleas och integras.
Ett nätverk bestående av virusproteinet p17 skyddar virusgenomet från omgivningen. Ytterst skyddas viruset av ett lipidhölje som bildas när viruspartiklar knoppas av från ett cellmembran. Inbäddat i lipidhöljen finns ytproteiner från cellen samt cirka 70 exemplar av ett komplext virusprotein, env. Proteinet består av tre molekyler kallade gp120, som är ett glykoprotein. Denna struktur fäster i virusets lipidlager med hjälp av tre gp41. Detta glykoproteinkomplex möjliggör i sin tur virusets förmåga att fästa till och fusera med en värdcell. Komplexet är av intresse för framtida behandling eller vaccin.

## Upptäckt
Både den amerikanske forskaren Robert Gallo och den franske forskaren Luc Montagnier har ansett sig vara upptäckare av HIV. I dag är det allmänt accepterat att Montagniers grupp var den första, och 2008 tilldelades Luc Montagnier och Françoise Barré-Sinoussi Nobelpriset i medicin för upptäckten av humant immunbristvirus. De började forska på viruset efter att det kom allt fler rapporter om unga män som drabbades av ovanliga infektioner och cancer. Sjukdomar som i vanliga fall bara drabbade personer med lågt immunförsvar.

## Överföring
Hiv överförs via blod, sperma och slidsekret. Det finns dock inga belägg för att det skulle kunna överföras via kyssar, även om hiv har upptäckts i saliv.
Hiv kan överföras:
- genom oskyddade anala, vaginala och orala samlag,
- vid kontakt med smittat blod (det hiv-positiva blodet måste dock in i ett främmande blodomlopp omgående för att hiv ska kunna överföras),
- via återanvända kanyler,
- från en gravid kvinna till hennes barn under graviditet, förlossning eller, senare, under amning,
- via blodtransfusioner och organ- och spermadonationer.

### Sannolikhet för hiv-överföring
| Sannolikhet per akt att hiv överförs av Hiv-1 efter exponeringssätt | Sannolikhet per akt att hiv överförs av Hiv-1 efter exponeringssätt | Sannolikhet per akt att hiv överförs av Hiv-1 efter exponeringssätt | Sannolikhet per akt att hiv överförs av Hiv-1 efter exponeringssätt | Sannolikhet per akt att hiv överförs av Hiv-1 efter exponeringssätt |
| ------------------------------------------------------------------- | ------------------------------------------------------------------- | ------------------------------------------------------------------- | ------------------------------------------------------------------- | ------------------------------------------------------------------- |
| Exponeringssätt                                                     | Uppskattat antal smittade per 10 000 exponeringar                   |                                                                     |                                                                     |                                                                     |
| Blodtransfusion                                                     | 9 000                                                               |                                                                     |                                                                     |                                                                     |
| Födsel                                                              | 2 500                                                               |                                                                     |                                                                     |                                                                     |
| Delande av spruta vid drogmissbruk                                  | 67                                                                  |                                                                     |                                                                     |                                                                     |
| Emottagande av analt samlag*                                        | 50                                                                  |                                                                     |                                                                     |                                                                     |
| Spruta genom huden                                                  | 30                                                                  |                                                                     |                                                                     |                                                                     |
| Kvinna vid vaginalt samlag*                                         | 10                                                                  |                                                                     |                                                                     |                                                                     |
| Penetrerande man vid analt samlag*                                  | 6,5                                                                 |                                                                     |                                                                     |                                                                     |
| Man vid vaginalt samlag*                                            | 5                                                                   |                                                                     |                                                                     |                                                                     |
| Emottagande fellatio*                                               | 1                                                                   |                                                                     |                                                                     |                                                                     |
| Givande fellatio*                                                   | 0,5                                                                 |                                                                     |                                                                     |                                                                     |
| * utan kondom                                                       |                                                                     |                                                                     |                                                                     |                                                                     |

Undersökningar har visat att sannolikheten att hiv överförs vid ett vaginalt samlag är 0,05 procent (fem av tiotusen) för män och 0,1 procent (tio av tiotusen) för kvinnor. Vid oralsex utfört på en hiv-positiv man är risken 0,01 procent (en av tiotusen) och omätbar utfört på en hiv-positiv kvinna. Man bör dock tänka på, att sannolikheten att smittas kan variera kraftigt då en icke upptäckt och ej läkemedelsbehandlad hiv är mycket mer smittsam än en läkemedelsbehandlad hiv. Detta betyder att risken att smitta/smittas ökar med tiden, då hivinfektionen (viruset) ökar i kroppens celler hos den smittade över tid och infektionen därigenom blir mer smittsam. Kondom rekommenderas således alltid av fler skäl, om inte båda partner testat sig mot hiv-infektion.
En rad nya studier visar emellertid att risken för att en hiv-positiv person överför viruset till sin partner kan vara så låg som 0,0 procent. I mars 2013 gjordes en sammanställning av sex studier av heterosexuella par där bara en partner var hiv-positiv som kom till den slutsatsen. Det finns dock vissa villkor för att risken ska vara så låg som 0,0 procent. Den hiv-positiva personen måste befinna sig i läkemedelsbehandling och ha låga eller omätbara virusnivåer. I sammanställningen hittades inget fall av smitta från hiv-positiva partners som stått under medicinering i mer än sex månader. Slutsatsen gäller endast heterosexuella par, främst för att risken för överföring av hiv bedöms vara högre vid analsex än vid vaginalsex. Om någondera partner har en sexuellt överförbar infektion, som exempelvis klamydia, bedöms risken för hiv-överföring att öka. Forskare vid den schweiziska aids-kommissionen gick så tidigt som 2008 ut med ett officiellt uttalande i Bulletin of Swiss Medicine, vilket sa att givet vissa villkor är vissa hiv-positiva individer under läkemedelsbehandling "inte sexuellt smittsamma, dvs kan inte överföra hiv genom sexuella kontakter". Villkoren omfattar bland annat att individerna lever i monogama relationer, har haft omätbara virusnivåer i minst sex månader och sköter sin läkemedelsbehandling rigoröst. Uttalandet av de schweiziska forskarna betraktas å ena sidan som mycket kontroversiellt, å andra sidan har senare studier gett stöd åt påståendet att hiv-positiva med omätbara virusnivåer har en mycket låg smittsamhet. Exempelvis publicerade en omfattande europeisk studie, PARTNER, ett delresultat i mars 2014 där återigen ingen hiv-överföring skett från någon som sköter sin medicinering och har låga virusnivåer. Studien följde närmare 900 par som hade sex utan kondom, av vilka cirka 300 var homosexuella par. PARTNER kan alltså påvisa resultat som gäller analsex, något som få tidigare studier har gjort. En australiensisk studie, Opposites Attract, publicerade i februari 2015 resultat efter att ha följt 152 homosexuella par i två år. Återigen fanns inget fall av hiv-överföring från en person som står under medicinering, trots att samlagen var anala och oskyddade.
Antalet hiv-positiva (personer som bär på hiv) i världen ökar. Av alla anmälda fall i Sverige, är över hälften invandrare som har smittats före ankomsten till Sverige, och detta i länder med hög förekomst av hiv. Heterosexuella personer som blivit smittade före ankomst till Sverige är den klart största gruppen av rapporterade fall – av de som blivit smittade i Sverige är män som har sex med män den största rapporterade gruppen. Användande av kondom har mer än halverats sedan 1967 års sexualvaneundersökning. Ungefär 1/300 personer har en genetisk mutation som gör att de är immuna mot aids. Man upptäckte det först hos afrikanska prostituerade som trots att de utsatts för många oskyddade samlag under lång tid ändå inte utvecklade aids. En tysk cancerpatient Timothy Ray Brown med hiv fick 2007 en benmärgstransplantation från en donator som var motståndskraftig mot aids. Som en följd tillfrisknade han både från sin leukemi och hiv, och behöver inte längre ta bromsmediciner.

## Inkubationstid
För många hiv-positiva är inkubationstiden lång och det kan gå flera år innan sjukdomen uppvisar några symptom. Tre månader efter att hiv överförts har halten av antikroppar i blodet gått upp till en sådan nivå att infektionen kan påvisas med de vanligast förekommande hiv-testerna. Ett relativt säkert provsvar kan fås redan inom fyra veckor.
Några av de smittade utvecklar en så kallad primär hivinfektion med bland annat feber, trötthet, halsont och muskelvärk, symptom som är likartade andra infektionstillstånd och som kanske inte väcker någon misstänksamhet hos den drabbade. Viruset angriper T-hjälparcellerna, som är en typ av celler som ingår i immunförsvaret. När kroppen har för få T-hjälparlymfocyter slutar immunförsvaret att fungera effektivt och kan inte längre bekämpa vanliga infektioner. Det är detta tillstånd som kallas aids. Så vitt man vet leder en obehandlad hiv-infektion förr eller senare till döden.

## Läkemedelsbehandling
Det finns i dag inget botemedel mot hiv, och trots att det bedrivs intensiv forskning på området är det oklart om något vaccin kommer att gå att utveckla. Däremot kan moderna bromsmediciner hålla virushalten i blodet på en så låg nivå att immunförsvaret inte slås ut och den smittade inte utvecklar aids. Smittsamheten vid en effektiv behandling minskar även kraftigt. I dag är också den förväntade livslängden för hiv-positiva i Sverige under behandling i stort sett densamma som för icke hiv-smittade.
Hiv-viruset kan dock utveckla resistens mot bromsmedicinerna varför det i gällande behandlingsrekommendationer i Sverige kraftigt understryks att det är mycket viktigt att inte göra uppehåll i ordinerad behandling. Vid behandlingsuppehåll förökar sig viruset ofta mycket snabbt och får därmed också möjlighet att utveckla resistens.
Det finns sammanlagt ett 20-tal läkemedel inom fyra läkemedelsklasser som är godkända som bromsmediciner mot hiv. Vanligaste behandlingen för hiv-positiva är någon typ av kombinationsbehandling med två så kallade nukleosidanaloger (NRTI) och en icke-nukleosid RT-hämmare (NNRTI). Från att historiskt sett ha bestått av upp emot 20 tabletter om dagen har man nu kommit så långt att dessa läkemedel kan kombineras i olika tabletter, vilket kraftigt reducerar antalet piller. Exempelvis finns nu preparat där man vid goda behandlingsresultat (virologisk kontroll och ingen behandlingssvikt) kan övergå till att medicineras med endast en tablett om dagen, vilken kombinerar samtliga tre rekommenderade komponenter.
För att mäta hur långt en patients hiv-infektion fortskridit mäts vanligen halten av så kallade CD4+ T-celler i blodet. CD4+ (eller CD4 positiva celler) är en sorts vita blodkroppar (t-cells lymfocyter) vilka har en sk. CD4-molekyl på sin yta. Dessa celler spelar en viktig roll i hiv-infektionen eftersom viruset angriper dessa och använder sig av CD4-molekylen för att ta sig in i cellen. Hiv-virus behöver andra celler för att föröka sig, och CD4 celler är just sådana celler som angrips. När en person varit Hiv-infekterad en längre tid brukar CD4-cellerna minska i antal, vilket är ett tecken på att immunförsvaret har försvagats av infektionen. Ju lägre CD4-tal, desto större risk att en person får olika typer av infektioner.
Behandlingsstart rekommenderas vid ca 350 CD4+ T-celler/mL eller när patienten uppvisar HIV-associerade tillstånd, såsom uttalad trombocytopeni (lågt antal trombocyter) och neurologiska symtom.
Mer eller mindre allvarliga biverkningar har varit sammankopplade med hiv-bromsmediciner, men i takt med att såväl läkemedlen som metoderna för hur de kombineras utvecklats, minskar denna problematik.
Hiv omfattas i Sverige av smittskyddslagen, vilket garanterar avgiftsfri vård och behandling, men den medför även en anmälningsplikt, möjlighet till visst tvång och kontroll. 
En infekterad person måste uppge samtliga sina sexuella kontakter så att dessa kan kontaktas för kontroll av eventuell infektion.

## Preventiva åtgärder
En av de viktigaste åtgärderna för att minska risken att bli infekterad av hiv är att använda kondom vid samlag. Vid intravenöst missbruk är det viktigt att inte dela injektionsverktyg. Att på egen hand sterilisera injektionsverktyg och att dela dessa med en annan person är riskfyllt och det är svårt att garantera smittfrihet.
Om någon blivit utsatt för smitta minskar risken för sjukdom vid förebyggande behandling med läkemedel, så kallad postexpositionsprofylax. Behandlingen sätts in tidigt (inom 36 timmar enligt ny svensk praxis, 72 timmar enligt brittisk och amerikansk praxis).
I länder som USA, Storbritannien och Brasilien är det patienten som bestämmer om postexpositionsprofylaktisk behandling skall inledas, läkare kan alltså inte neka en patient som begär medicinsk behandling. I Sverige är det en läkare som bestämmer om patienten skall få tillgång till sådan behandling.
Under fotbolls-VM 2014 erbjöds postexpositionsprofylaktisk behandling i nära anslutning till fotbollsarenorna.

## Kost vid hiv och aids
Kostrekommendationerna för patienter med hiv/aids har förändrats radikalt sedan 1996 då dagens effektiva bromsmediciner togs i bruk. De tidigare problemen med viktnedgång och svåra diarréer ser man idag sällan i i-länderna; i u-länder är dessa emellertid fortfarande svåra problem.
Den medicinska behandlingen som ges i dag kan dock ge sådana biverkningar att kostbehandling ändå är av stor betydelse. De läkemedelsutlösta biverkningarna liknar de västerländska vällevnadssjukdomarna, såsom diabetes, höga blodfetter och övervikt.

## Epidemiologi

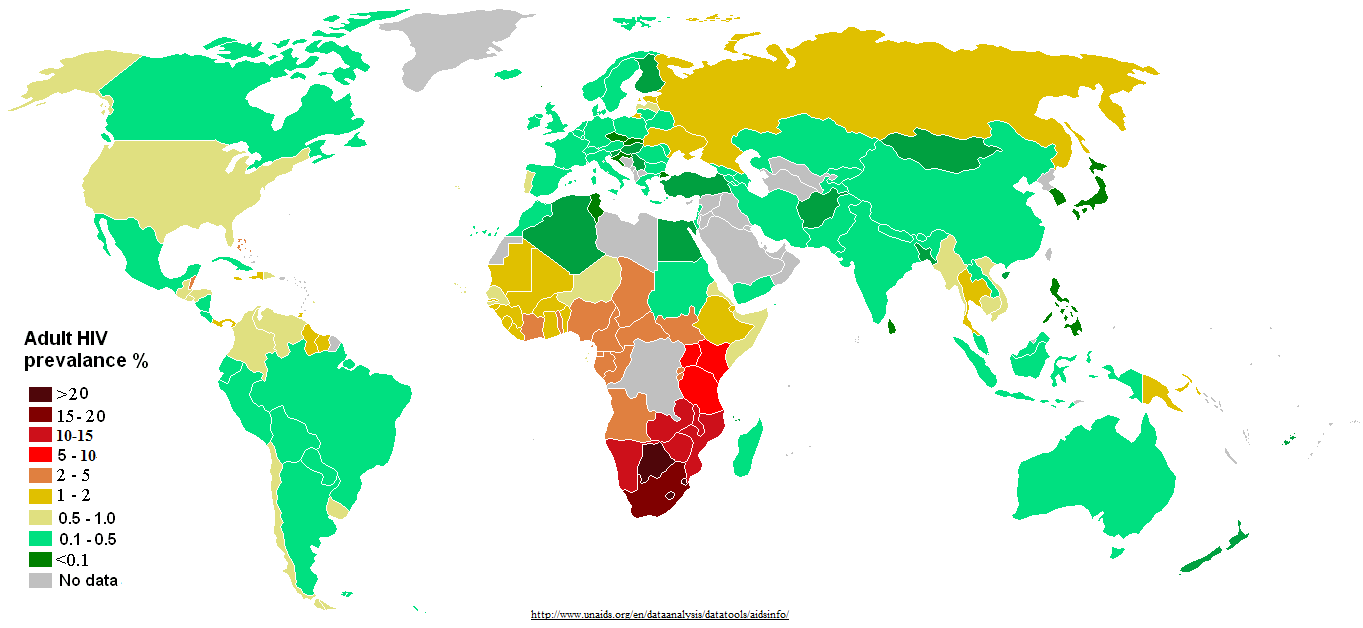
Förekomst av HIV hos vuxna (15–49 år) per land i slutet av 2011.

UNAIDS och Världshälsoorganisationen har gjort skattningar att aids har dödat mellan 27,2 och 47,8 miljoner människor sedan det först upptäcktes (1981).
År 2005 smittades mellan 3,4 och 6,2 miljoner människor och mellan 2,4 och 3,3 miljoner människor med aids dog, en ökning från 2004 och den högsta siffran sedan upptäckten 1981.
År 2020 smittades 1-2 miljoner människor med hiv. Under samma år dog 480 000–1 000 000 människor av hiv-relaterade sjukdomar.
Globalt levde uppskattningsvis 37,7 miljoner (mellan 30,2 och 45,1 miljoner) personer med hiv 2020, varav 66 procent i Afrika.

See or edit source data. 

Procentandel av befolkningen med AIDS

### Hiv i Sverige
I Sverige har det till och med 2020 rapporterats 12 000 fall av hiv-infektion.
I Sverige rapporteras 400–500 nya fall varje år, varav ungefär hälften uppskattas komma till Sverige som redan smittade. År 2019 levde cirka 8 000 personer med hiv i Sverige. Den som har en hiv-infektion har enligt Smittskyddslagen informationsplikt, vilket betyder att infekterade måste berätta om sin infektion för sin sexpartner. De patienter som har en välinställd behandling behöver dock inte upplysa sin sexpartner. Det är den behandlande läkaren som avgör om patienten har en välinställd behandling.